# デットリコン
デットリコン (独: Dättlikon) はスイスのチューリッヒ州ヴィンタートゥール行政区にある基礎自治体。

## 歴史
デットリコンは1241年に「Tetelinkhoven」として初めて言及された。

## 地理
デットリコンの面積は2.9平方キロメートルである。この地域の43%は農業目的に活用されている一方、45.7%は森林地帯である。残りの地域は9.6%が定住地帯(建物や道路)で1.7%が非生産的な地域(河川、氷河、山)である。1996年に住宅とビルが合計面積の5.6%を構成しており、交通インフラは残りの3.8%を構成している。非生産的な地域は、水（河川及び湖沼)が地域の1％を構成している。2007年時点でデットリコンの9.6％の地域で何らかの建設が行われていた。
自治体は、トス渓谷の下のイルヒェル丘の南の台地にあり、デットリコンの村と集落「Blumetshalden an derTöss」で構成されている。

## 人口動態
2016年12月31日時点でのデットリコンの人口は780人である 。2007年時点では、住民の7.5％が外国人で構成されている。 2008年時点での男女別人口の分布は男が51.2%、女が48.8％である。 過去10年間の人口増加率は19.6%だった。 住民の96.8%(2000年時点)はドイツ語を話し、英語(0.8%)、ポルトガル語(0.6%)が続く。
2007年の選挙で最も人気の政党はスイス国民党で39%の票を獲得した。二位以下はスイス社会民主党 (19.1%)、キリスト教社会党(13.2%)、 自由民主党(10.5%)である。
2000年時点の人口の年齢分布では、0歳～19歳の子供が人口の26.1%を構成し、成人（20-64歳)は人口の62.4%、高齢者(64歳以降)は11.5%である。スイス国民は一般的に十分な教育を受けているが、デットリコンでは25歳～64歳の住民の約88.6%が任意の高等教育または追加の高等教育（大学またはファッハホーホシューレ(専門大学))を終えている。デットリコンには200世帯存在する。
デットリコンの失業率は1.43%である。2005年時点で27人が第一次産業に従事し約9社が関与している。第二次産業には39人が従事しており13社が関与している。 第三次産業には38人が従事しており 11社が関与している。2007年時点で労働人口のうち43.8%がフルタイム、56.3%がパートタイム採用である。
2008年時点でデットリコンにはカトリック教徒が128人、プロテスタントが381人存在していた。2000年の国勢調査では、宗教はいくつかに分かれていた。国勢調査によれば人口の71.6%がプロテスタントでその内の70.1%がスイス改革派教会に所属し1.5%は他のプロテスタント教会に所属していた。人口の18.5%がカトリックであり、他は0%がイスラム教、1.7%が他の宗教（詳細不明）0.4%は宗教を伝えず、7.8%が無神論者または不可知論者だった。
過去の人口の変動は以下の通り:
| 年     | 人口 |
| ------ | ---- |
| 1634   | 156  |
| 1850   | 396  |
| 1900   | 354  |
| 1920年 | 409  |
| 1930年 | 338  |
| 1950年 | 361  |
| 2000年 | 529  |